# صدمة القصف
صَدْمَةُ القَصْف (بالإنجليزية: Shell shock) هي مصطلح صاغه عالم النفس البريطاني تشارلز صمويل مايرز في الحرب العالمية الأولى لوصف نوع من اضطرابات ما بعد الصدمة الذي عانى منه كثير من الجنود خلال الحرب (قبل أن يطلق عليها اضطراب ما بعد الصدمة). وهو رد فعل على شدة القصف والقتال تسبب العجز يظهر في حالة من الذعر والخوف والهروب وعدم القدرة على النوم أو المشي أو الكلام.
خلال الحرب، كان مفهوم صدمة القصف غير محدد. وأمكن تفسير حالات «صدمة القصف» على أنها إصابة جسدية أو نفسية، أو مجرد تأثر معنوي. لا يزال مصطلح «صدمة القصف» يستخدم من قِبل المحاربين القدامى لوصف أجزاء معينة من اضطراب ما بعد الصدمة.
في الحرب العالمية الثانية وما بعدها، تم استبدال تشخيص «صدمة القصف» برد الفعل القتالي، وهو استجابة مماثلة ولكن ليست مطابقة لصدمة الحرب والقصف.

## الأصل
خلال المراحل الأولى من الحرب العالمية الأولى في عام 1914، بدأ جنود من قوة المشاة البريطانية بالإبلاغ عن الأعراض الطبية بعد القتال، بما في ذلك طنين الأذن وفقدان الذاكرة والصداع والدوار والرُّعاش وفرط الحساسية للضوضاء. على الرغم من أن هذه الأعراض تشبه الأعراض التي يمكن توقعها بعد حدوث إصابة جسدية في الدماغ، إلا أن العديد من المرضى الذين أبلغوا لم تظهر عليهم أي علامات جروح في الرأس. بحلول ديسمبر 1914 كان ما يصل إلى 10٪ من الضباط البريطانيين و4٪ من الرجال المجندين يعانون من «صدمة عصبية وعقلية».
بدأ استخدام مصطلح «صدمة القصف» ليعكس الصلة المفترضة بين الأعراض وآثار الانفجارات التي أحدثتها قذائف المدفعية. تم نشر المصطلح لأول مرة في عام 1915 في مقال في The Lancet من تأليف تشارلز مايرز. أظهر حوالي 60-80٪ من حالات صدمة القصف وهن عصبي حاد، في حين أظهر 10٪ ما يمكن أن يسمى الآن أعراض اضطراب التحويل ومنها الخَرَس والهروب الشرودي.
نما عدد حالات صدمات القصف خلال عامي 1915 و1916 لكنها ظلت غير مفهومة طبيًا ونفسيًا. رأى بعض الأطباء أنه كان نتيجة لتلف مخفي في المخ، حيث تسببت موجات الصدمة الناجمة عن انفجار القذائف في إصابة دماغية أحدثت الأعراض وقد تكون قاتلة. التفسير الآخر هو أن صدمة القذيفة نتجت عن التسمم بأول أكسيد الكربون الناتج عن الانفجارات.
في الوقت نفسه ظهر وصف بديل لصدمة القصف بأنها إصابة عاطفية وليست جسدية. تم تقديم دليل على وجهة النظر هذه من خلال حقيقة أن نسبة متزايدة من الرجال الذين يعانون من أعراض صدمة القصف لم يتعرضوا لنيران المدفعية. نظرًا لأن الأعراض ظهرت لدى الرجال الذين ليس لديهم أي صلة بقذيفة متفجرة، فإن التفسير البدني غير مُرضٍ بشكل واضح.
على الرغم من هذه الأدلة، واصل الجيش البريطاني محاولة التمييز بين أولئك الذين أعراضهم أعقبت التعرض للمتفجرات من الآخرين. في عام 1915 تم إصدار تعليمات للجيش البريطاني في فرنسا بما يلي:
يجب أن تكون حالات الصدمة بسبب العدو؛ في هذه الحالة، يحق للمريض أن يصنف على أنه «مصاب» ويرتدي «شريط الجرح» على ذراعه. لكن إذا لم تكن إصابة الجندي ناجمة عن انفجار قذيفة، فليس من المعتقد أن يكون بسبب العدو، يُطلق عليه «صدمة قذيفة» ولا يحق له شريط الجرح أو المعاش.

## العلاج

### الحالة الحادة
في البداية، تم إجلاء ضحايا الصدمات بسرعة من خط المواجهة - جزئياً بسبب الخوف من سلوكهم غير المتوقع. مع زيادة حجم قوة الحملة الاستكشافية البريطانية، وأصبحت القوى العاملة أقل، أصبح عدد حالات صدمات القذائف مشكلة متنامية للسلطات العسكرية. في معركة السوم عام 1916، أُصيب ما يصل إلى 40٪ من الضحايا بالصدمة، مما أدى إلى القلق من وباء الإصابات النفسية، التي لا يمكن تحملها سواء من الناحية العسكرية أو المالية.
ومن بين النتائج المترتبة على ذلك، التفضيل الرسمي المتزايد للتفسير النفسي لصدمة القصف، ومحاولة متعمدة لتجنب العلاج الطبي لها. إذا كان الرجال «غير مصابين» فسيكون من الأسهل إعادتهم إلى الجبهة لمواصلة القتال. وكانت النتيجة الأخرى زيادة الوقت والجهد المكرسين لفهم وعلاج أعراض الصدمة. ولا يمكن للجنود الذين عادوا بصدمة القصف أن يتذكروا كثيرًا لأن الدماغ يقوم بغلق الذكريات المؤلمة.
بحلول معركة باشنديل في عام 1917، طور الجيش البريطاني أساليب للحد من صدمة القصف. فكان من الأفضل إعطاء الجندي الذي بدأت تظهر عليه أعراض الصدمة راحة لبضعة أيام من قبل المسؤول الطبي المحلي.
إذا استمرت الأعراض بعد بضعة أسابيع في المحطة المحلية للإصابات، والتي عادة ما تكون قريبة بما فيه الكفاية من خط المواجهة لسماع نيران المدفعية، فقد يتم إخلاء المصاب إلى واحد من أربعة مراكز مخصصة للطب النفسي تم إنشاؤها خلف الخطوط، ووصفت بأنها- لم يتم تشخيصها بعد بأنها عصبية في انتظار مزيد من التحقيق من قبل الأطباء المتخصصين.
خلال عام 1917، تم حظر «صدمة القصف» تمامًا كتشخيص في الجيش البريطاني، وتم إخضاعها للرقابة حتى في المجلات الطبية.

### الحالات المزمنة
تباينت معالجة صدمة القصف المزمنة اختلافًا كبيرًا وفقًا لتفاصيل الأعراض، ووجهات نظر الأطباء المعنيين، وعوامل أخرى بما في ذلك رتبة المريض ودرجته.
كان هناك الكثير من الضباط والرجال الذين يعانون من صدمة القذيفة حتى أن 19 مستشفًا عسكريًا بريطانيًا كانت مكرسة بالكامل لعلاج الحالات. بعد عشر سنوات من الحرب، كان ما زال 65000 من قدامى المحاربين في الحرب يتلقون العلاج في بريطانيا. في فرنسا، كان من الممكن زيارة ضحايا صدمة القذائف المسنين في المستشفى في عام 1960.

## روابط خارجية
- شل صدمة خلال الحرب العالمية الأولى، من قبل الأستاذ جوانا بورك - بي بي سي
- خطاب عن تجربة قمع الحرب ، بقلم WH Rivers ، 4 ديسمبر 1917
- Our Present Needs a Past: A Historical Look at Shell Shock Tedx Talk by Annessa Stagner على يوتيوب